# Pseudephedrus andensis
Pseudephedrus andensis är en stekelart som beskrevs av Jaroslav Stary 1994. Pseudephedrus andensis ingår i släktet Pseudephedrus och familjen bracksteklar. Inga underarter finns listade i Catalogue of Life.